# Mohamed Shawky
Mohamed Shawky, född 15 oktober 1981 i Port Said, är en egyptisk fotbollsspelare. Han har spelat 65 landskamper för Egyptens landslag.

## Karriär
Mohamed Shawky startade sin karriär i El-Masry innan han blev köpt av storklubben Al-Ahly 2003. Där vann han ligan tre gånger och cupen två gånger. Det kröntes med två segrar i CAF Champions League 2005 och 2006.
31 augusti 2007 köptes han av Middlesbrough för 650,000 pund och signerade ett 3-årskontrakt. Hans debut kom i ligacupens tredje omgång mot Tottenham Hotspur. Shawky hade stora skadebekymmer och spelade bara 18 ligamatcher innan han såldes till Kayserispor i januari 2010. Efter bara sex månader återvände Shawky till sin gamla klubb Al-Ahly där han återigen fick vinna Egyptiska Premier League.
För Egypten har han varit med och vunnit Afrikanska mästerskapet både 2006 och 2008. Han har även spelat i Confederations Cup, där han gjorde ett mål mot Brasilien.

## Meriter
Al-Ahly
- Egyptiska Premier League: 2005, 2006, 2007, 2011
- Egyptiska cupen: 2006, 2007
- Egyptiska supercupen: 2005, 2006, 2007
- CAF Champions League: 2005, 2006
- CAF Super Cup: 2006, 2007
- VM för klubblag
  - Brons: 2006

Egypten
- U20-VM
  - Brons: 2001
- Afrikanska mästerskapet
  - Guld: 2006, 2008